# Sven Lundin (konstnär)
Sven Lundin, född 1915 i Västerås, död okänt år, var en svensk målare och tecknare. 
Lundin studerade vid Otte Skölds målarskola och vid Tekniska skolan i Stockholm samt under teckningskurser på Konstakademien. Hans konst består av ett expressionist måleri med en personlig stil med ett brett register av former. Lundin är representerad vid ett flertal landsting och kommuner.